# Inklusionsabbildung

Zwei Beispiele für eine Inklusion. Bsp ' zeigt eine echte Inklusion.

Eine Inklusionsabbildung (kurz auch Inklusion), natürliche Einbettung oder kanonische Einbettung ist eine mathematische Funktion, die eine Teil- in ihre Grundmenge einbettet.

## Definition
Für Mengen {\displaystyle A} und {\displaystyle B} mit {\displaystyle A\subseteq B} ist die Inklusionsabbildung {\displaystyle i\colon A\rightarrow B} durch die Abbildungsvorschrift 
{\displaystyle i(x)=x}
gegeben. Manchmal wird das spezielle Pfeilsymbol {\displaystyle \hookrightarrow } zur Kennzeichnung benutzt und man schreibt dann {\displaystyle i\colon A\hookrightarrow B}.
Man spricht von einer echten Inklusion, falls {\displaystyle A} eine echte Teilmenge von {\displaystyle B} ist, das heißt, wenn es Elemente in {\displaystyle B\setminus A} gibt.
Im Fall mathematischer Strukturen ist die so definierte Abbildung einer Unterstruktur strukturtreu, d. h. ein Monomorphismus.

## Eigenschaften
- Jede Inklusionsabbildung ist injektiv. Eine echte Inklusion ist nicht surjektiv.
- Ist {\displaystyle A=B}, so ist die Inklusion die Identitätsabbildung.
- Eine beliebige Funktion {\displaystyle f\colon A\to B} lässt sich bezüglich der Verkettung von Funktionen zerlegen als {\displaystyle f=h\circ g}, wobei {\displaystyle g} surjektiv und {\displaystyle h} injektiv ist: Sei {\displaystyle C=\operatorname {im} f\subseteq B} die Bildmenge von {\displaystyle f} und {\displaystyle g\colon A\to C} die Funktion, die auf {\displaystyle A} mit {\displaystyle f} übereinstimmt, also {\displaystyle g(x)=f(x)}. Für {\displaystyle h\colon C\to B} nimmt man die Inklusionsabbildung.
- Ist {\displaystyle f\colon A\to B} eine beliebige Funktion und {\displaystyle X} eine Teilmenge der Definitionsmenge {\displaystyle A}, dann versteht man unter der Einschränkung {\displaystyle f|_{X}} von {\displaystyle f} auf {\displaystyle X} diejenige Funktion {\displaystyle g\colon X\to B}, die auf {\displaystyle X} mit {\displaystyle f} übereinstimmt. Mit Hilfe der Inklusion {\displaystyle i\colon X\to A} lässt sich die Einschränkung kurz schreiben als

{\displaystyle f|_{X}=f\circ i}.
- Umgekehrt lässt sich jede Inklusionsabbildung {\displaystyle i\colon A\hookrightarrow B} als Einschränkung einer geeigneten identischen Abbildung auffassen: {\displaystyle i=\left(\operatorname {id} _{B}\right)|_{A}}